# قبار بالميري
قبار بالميري (الاسم العلمي:Capparis palmeri) هو نوع من النباتات يتبع جنس القبار من الفصيلة القبارية.